# アンドリーイ・バンデーラ

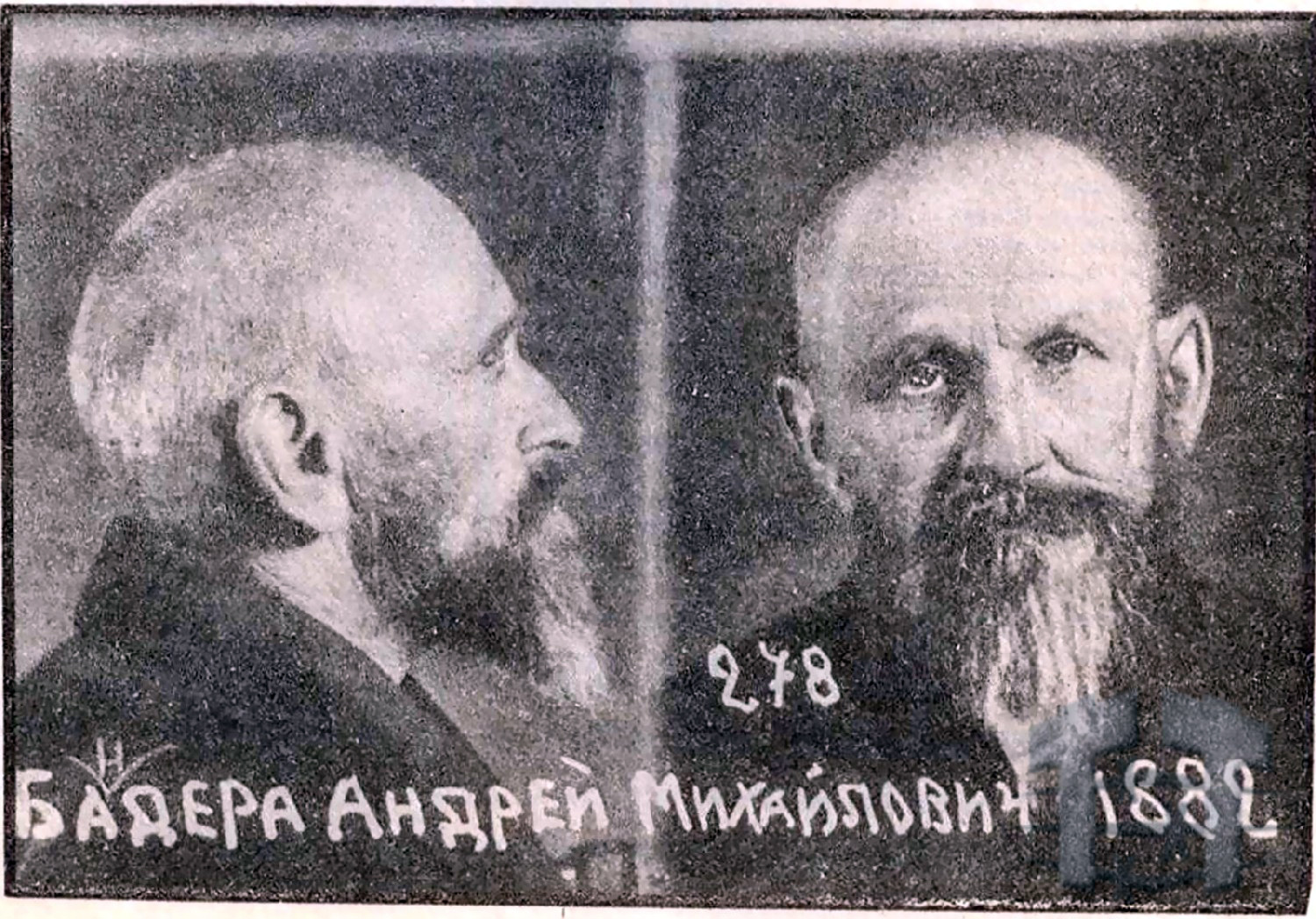
NKVDによるバンデーラのマグショット

アンドリーイ・バンデーラ（ウクライナ語：Андрій Бандера；1882年 ‐ 1941年7月10日）は、ウクライナの革命家、聖職者。ステパーン・バンデーラの父。

## 概要
オーストリア・ハンガリー帝国のガリツィア地方ストルィーイ市で生まれた。年に現地の中学校を経て1907年にリヴィウ大学神学学部を卒業し、ウクライナ・カトリック教会の司祭の位を得た。ウクライナ民族解放運動に関わり、民族自由党に入党してその活動に参加した。1919年にウクライナ民族会議の議員として選ばれた。ヤヒリヌィーツャ村で司祭の義務を負いながら、1919年6月にウクライナ・ハルィチナー軍に入隊し、第3軍団第3ベレジャーヌィ旅団の従軍司祭を務めた。右岸ウクライナでポーランド軍ならびにロシアの赤軍・白軍との合戦に参加した。1920年に軍を引退してスタルィーイ・ウフルィーニウ村の教会で司祭を勤めた。ポーランド・ウクライナ戦争の結果として西ウクライナがポーランドに併合されると、西ウクライナ各地を転々としながらポーランド政府と対立し続けた。その傍らステパーンをはじめ7人の子供を育てている。
第二次世界大戦勃発によるポーランド分割によって西ウクライナはソ連の一部になると、ステパーンの反ソ活動との関連から1941年5月23日にソ連の秘密警察NKVDによってトロスチャネーツィ村で逮捕。キエフに送致されて名目的な裁判が行われた後、同年7月10日に死刑に処された。